# LVCI 91–100
Die LVCI 91–100 waren Dampflokomotiven der Lombardisch-venetianischen und central-italienischen Eisenbahn-Gesellschaft (LVCI), einer privaten Bahngesellschaft Österreich-Ungarns.
Die zehn Lokomotiven wurden von Parent-Schaken 1858 (andere Quellen nennen auch noch 1859) an die LVCI geliefert.
Sie erhielten die Betriebsnummern 91–100 (andere Quellen nennen 101–110).
Die Südbahngesellschaft (SB) übernahm diese Loks in ihren Bestand als Reihe 6.
1867 kamen die zehn Lokomotiven zur Strade Ferrate Alta Italia (SFAI).
Über die Rete Adriatica (RA) kam 1905 noch eine Lokomotive zur italienischen FS als 1196.
Die anderen neun Maschinen wurden von der RA von 1899 bis 1903 ausgemustert.